# Miguel Tobon
Miguel Tobon (Medellín, 22 giugno 1968) è un ex tennista colombiano.
In carriera frequentò quasi esclusivamente i circuiti Challenger e Futures non riuscendo mai ad accedere ai tornei dell'ATP Tour, fatta eccezione per le wildcard ricevute per il torneo casalingo di Bogotà dove, tra il 1994 ed il 1995, raggiunse prima la semifinale e poi la finale dove venne sconfitto in tre set da Nicolás Lapentti.
Dal 1987 al 2001 ha fatto parte della Squadra colombiana di Coppa Davis vincendo 12 dei 30 incontri di singolare disputati e 12 dei 20 di doppio, tutti in coppia con Mauricio Hadad.

## Statistiche

### Singolare

#### Finali perse (1)
| Legenda                     |
| Grande Slam (0)             |
| ATP Finals (0)              |
| ATP Super 9 (0)             |
| ATP Championship Series (0) |
| ATP World Series (1)        |

| N. | Data              | Torneo                | Superficie    | Avversario in finale | Punteggio     |
| 1. | 17 settembre 1995 | Colombia Open, Vienna | Terra battuta | Nicolás Lapentti     | 6-2, 1-6, 4-6 |

### Tornei minori

#### Singolare

##### Vittorie (3)
| Legenda tornei minori |
| Challenger (0)        |
| Futures (3)           |

| N. | Data              | Torneo     | Superficie    | Avversario in finale | Punteggio   |
| 1. | 16 agosto 1998    | Ecuador F2 | Terra battuta | Raul Valdes          | 6-3, 6-4    |
| 2. | 23 agosto 1998    | Ecuador F3 | Terra battuta | Sergio Roitman       | 6-1, 6-2    |
| 3. | 26 settembre 1999 | Bolivia F1 | Terra battuta | Edgardo Massa        | 7-6(5), 6-4 |

#### Doppio

##### Vittorie (5)
| Legenda tornei minori |
| Challenger (1)        |
| Futures (4)           |

| N. | Data              | Torneo                      | Superficie    | Compagno          | Avversari in finale             | Punteggio     |
| 1. | 26 settembre 1993 | Bogotà Challenger, Bogotà   | Terra battuta | Mauricio Hadad    | Nicolás Lapentti Luis Morejon   | 6-3, 6-3      |
| 2. | 23 agosto 1998    | Ecuador F3                  | Terra battuta | Philippe Moggio   | Diego Ayala Rafael de Mesa      | 7-6, 3-6, 7-6 |
| 3. | 22 novembre 1998  | Chile F1, Santiago del Cile | Terra battuta | Fernando González | Sergio Cortés Francisco Ruiz    | 6-2, 6-4      |
| 4. | 24 maggio 1999    | Chile F2, Iquique           | Terra battuta | Paulo Carvallo    | Leandro Rosa Alexandre Simoni   | 3-6, 6-4, 6-3 |
| 5. | 30 maggio 1999    | Chile F3, Arica             | Terra battuta | Paulo Carvallo    | Alejandro Olivera Martin Peyrot | 3-6, 6-3, 7-5 |